# Pteria lata
Pteria lata is een tweekleppigensoort uit de familie van de Pteriidae. De wetenschappelijke naam van de soort is voor het eerst geldig gepubliceerd in 1845 door Gray in Eyre.